# Via Latina

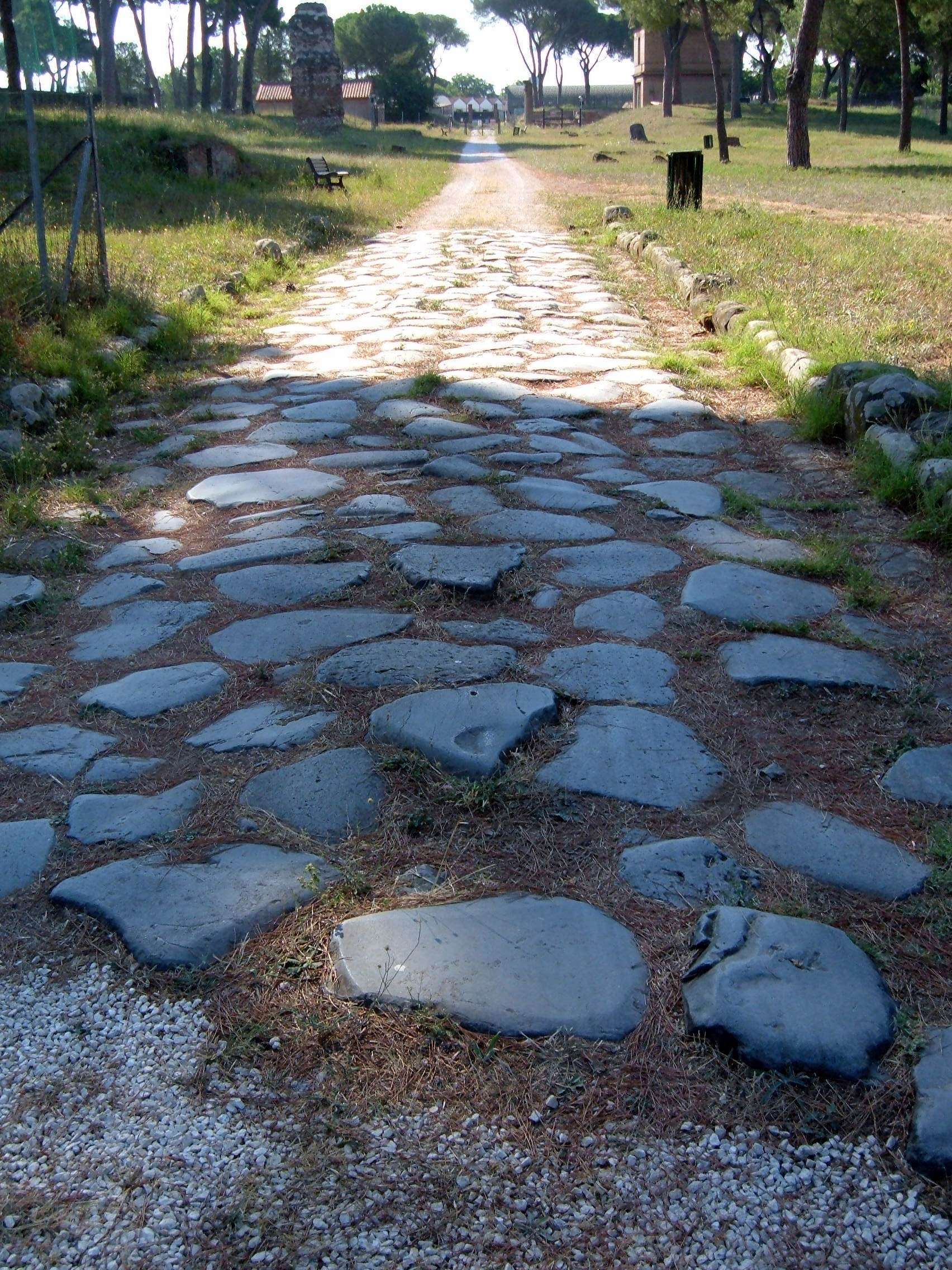
Via Latina i Parco archeologico delle Tombe di via Latina.

Via Latina var en väg i antikens Italien. Vägen gick från Rom till Casilinum, där den anslöt till Via Appia. Såväl Via Appia som Via Latina började vid Serviusmurens Porta Capena. Vägarna delade på sig inne i Rom (området mellan dem var fullt med gravmonument) och genom  Aurelianusmuren tog de olika portar: via Latina gick genom Porta Latina.
Via Latina följde sedan floden Trerus (dagens Sacco) och vidare över slätten och till några av hernikernas städer: Anagnia, Ferentinum, Frusino bland andra. Via Latina fortsatte till Fregellae där den korsade floden Liris och sedan genom Aquinum och Casinum. Via Latina fortsatte sedan mellan Apenninerna och Roccamonfina - ursprungligen hade vägen här gått över bergen mot Venafrum. På så sätt var det lätt att nå Samnium, och de vägar som bar till Aesernia, Cubulteria, Alifae och Telesia.
Man tror att man också byggde en alternativ sträckning genom Rufrae (dagens Presenzano) och San Pietro Infine som förkortade vägen. Den alternativa sträckan och huvudsträckan möttes nära Caianello. Via Latina fortsatte där till Teanum, Cales och Casilinum (dagens Capua), där vägen korsade Volturno och anslöt till Via Appia.
Via Latina var 129 romerska mil mellan Rom och Casilinum. Den äldre sträckningen (som passerade Venafrum) var 135 romerska mil. Den alternativa sträckningen via Rufrae var 126 romerska mil.
Via Latina bär inte namn efter den som lät bygga den, till skillnad från de flesta andra romerska vägar. Detta är en indikation på att vägen är äldre än många av de andra vägarna. Etruskerna använde också vägen när de koloniserade Kampanien 1 000-700 f.Kr. En annan indikation är att vägen är krokig. Den har med andra ord förmodligen följt de naturliga förutsättningarna för vägbygge.
Det finns lämningar av Via Latina, inte minst i parco degli acquedotti i Rom.